# Saint-Louis (Saint-Martin)
Pour les articles homonymes, voir Saint-Louis.
Saint-Louis est un hameau de la partie française de l’île de Saint-Martin, dans les Antilles. Il se situe au nord-nord-est de Marigot, sur la route de l'aéroport régional de Grand-Case Espérance.